# Рыбин, Александр Георгиевич
Александр Георгиевич Рыбин (21 июня 1935, Москва — 11 июня 2016 года, там же) — советский и российский кинооператор-постановщик. Заслуженный деятель искусств Российской Федерации (1995). Лауреат Государственной премии СССР.

## Биография
Родился в Москве в семье главного инженера киностудии имени М. Горького.
Окончил операторский факультет ВГИКа (мастерская А. В. Гальперина и Э. К. Тиссэ).
Во время обучения снял первые короткометражные фильмы Андрея Тарковского («Убийцы») и Киры Муратовой («Весенний дождь»). После окончания института снял с Кирой Муратовой фильм «Наш честный хлеб» на Одесской киностудии. На Ялтинской киностудии был снят фильм «Дом с мезонином» и несколько приключенческих фильмов для детей.
Первой работой, снятой на Центральной киностудии детских и юношеских фильмов имени М. Горького стал фильм Александра Гинцбурга «Гиперболоид инженера Гарина» (1965). Затем последовал фильм «Весёлые расплюевские дни» (1966) режиссёра Эраста Гарина, экранизация пьесы Сухово-Кобылина «Смерть Тарелкина».
Работал на картинах студии Горького «Маленький беглец», «Татьянин день», «Трое», «Не могу сказать прощай», «Приступить к ликвидации», «Колыбельная для мужчин», «Визит к Минотавру» и других. В 1980 году на фантастической картине режиссёра Ричарда Викторова «Через тернии к звёздам» применил оригинальное решение для создания образа иного мира: использовалась киноплёнка для аэрофотосъёмок СН-6 м, верхний слой которой чувствителен к инфракрасному излучению, нижний — к красному, и оба слоя воспринимают синие и фиолетовые лучи. При съёмках применялся оранжевый светофильтр, что позволило получить неземные пейзажи необычной цветовой гаммы. Сцены в невесомости, впервые снятые под водой с помощью подводной камеры с использованием плёнки СН-6 м, были эффектными и убедительными. В 1979 году вышел «первый советский кинобоевик» «Пираты XX века» режиссёра Бориса Дурова, снятый Александром Рыбиным, ставший одним из самым кассовых фильмом советского кино.
В начале перестройки был избран коллективом Центральной киностудии детских и юношеских фильмов имени М. Горького директором и возглавлял студию до 1995 года.
С 1998 года преподавал во ВГИКе, профессор, был деканом операторского факультета, заведующим кафедрой кинооператорского мастерства, в последние годы — художественным руководителем факультета.
Умер 11 июня 2016 года Москве. Похоронен на Бабушкинском кладбище (участок № 16), недалеко от могилы А. А. Роу.

## Фильмография

### Кинооператор
- 1956 — Убийцы, к/м
- 1958 — Весенний дождь, к/м
- 1960 — Друзья-товарищи
- 1961 — Дом с мезонином
- 1962 — Капитаны голубой лагуны
- 1964 — Наш честный хлеб
- 1965 — Гиперболоид инженера Гарина
- 1966 — Маленький беглец
- 1966 — Весёлые расплюевские дни
- 1967 — Татьянин день
- 1969 — Трое
- 1970 — Два дня чудес
- 1972 — Ура! У нас каникулы!
- 1976 — Колыбельная для мужчин
- 1977 — Кольца Альманзора
- 1977 — Четвертая высота
- 1979 — Пираты XX века
- 1980 — Через тернии к звёздам
- 1982 — Не могу сказать «прощай»
- 1983 — Комета
- 1983 — Приступить к ликвидации
- 1984 — Лидер
- 1985 — День гнева
- 1986 — Постарайся остаться живым
- 1987 — Визит к Минотавру

### Актёр
- 1958 — Военная тайна